# Pismo małopieczęciowe

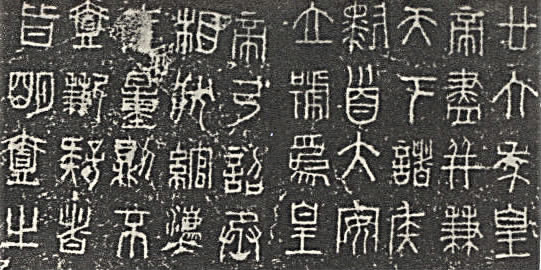
Przykład pisma małopieczęciowego

Pismo małopieczęciowe – rodzaj pisma chińskiego, ujednoliconego na potrzeby powstałego w 221 r. p.n.e. Cesarstwa Chińskiego. Używane było przez ponad dwa wieki do schyłku Zachodniej Dynastii Han (8 r. n.e.), kiedy zastąpiono je tzw. pismem kancelaryjnym (隶书, lìshū). Nazwa pisma małopieczęciowego wywodzi się od pieczęci urzędowych, które w cesarstwie były szeroko stosowaną formą autoryzacji i zabezpieczania korespondencji urzędowej.

## Ujednolicenie pisma
Pismo małopieczęciowe to pierwszy ogólnochiński standard pisma, opracowany przez Li Si, słynnego legistę i kanclerza na dworze Pierwszego Cesarza Dynastii Qin. Przed zjednoczeniem Chin każde z chińskich królestw miało odrębną tradycję pisma, a także odrębny standard miar, wag, a nawet rozstawu osi wozów (drogi budowano wówczas ze specjalnymi, znormalizowanymi koleinami (轨), w których niczym po szynach poruszały się koła wozów; norma ułatwiała pracę m.in. celnikom).
Po powstaniu cesarstwa ujednolicone pismo stało się elementem polityki unifikacyjnej, która miała zapobiec tendencjom odśrodkowym w Chinach. Wyrażała się ona w haśle „Jedno pismo w księgach, jeden rozstaw osi w wozach“ (书同文，车同轨). Wprowadzenie ujednoliconego pisma miało być także wyrazem potęgi i wyjątkowości Pierwszego Cesarza na tle dotychczasowych władców.
W chwili ujednolicenia chińskie pismo miało już za sobą przynajmniej 1,3 tys. lat ewolucji. W pisowni niektórych znaków istniały setki oboczności, co utrudniało wymianę informacji i sprawne zarządzanie państwem. Po reformie Li Si inne odmiany pisma używane w sześciu podbitych królestwach zostały wycofane i zakazane pod groźbą surowych sankcji. Reforma okazała się sukcesem i stała się jednym z najważniejszych czynników jednoczących Chiny przez następne tysiąclecia.
Zdaniem francuskiego sinologa Marcela Graneta do unifikacji pisma miał się także przyczynić Edykt o spaleniu ksiąg, wydany przez Qin Shi Huanga w 213 r. p.n.e. Inni sinologowie zauważają jednak, że spaleniu podlegała tylko część ksiąg, co stoi w sprzeczności z hipotezą Graneta.

## Charakterystyka
Tworząc pismo małopieczęciowe Li Si sporządził zestaw ok. 3 tys. znaków upraszczając tzw. pismo wielkopieczęciowe, używane wcześniej w państwie Qin. W wielu wypadkach niezrozumienie grafii upraszczanego znaku doprowadziło do powstania elementów, które nie mają podstaw w piśmie wielkopieczęciowym. Według teorii niektórych sinologów, jak m.in. Bernharda Karlgrena, Li Si wprowadził zupełnie nowe pismo.
Pismo małopieczęciowe jest uważane za mniej toporne niż wielkopieczęciowe, bo kreślono je przy użyciu pędzla pisarskiego, który według legendy wynalazł w III w. p.n.e. generał Meng Tian z państwa Qin. W rzeczywistości wynalazek ten jest zapewne dużo starszy.
Użytkownik współczesnego tzw. pisma tradycyjnego jest w stanie odczytać wiele znaków pisma małopieczęciowego.